# Бојдов шумски змај
Бојдов шумски змај (лат. Lophosaurus boydii) је врста арбореалног гуштера из породице Agamidae. Врста је аутохтона за кишне шуме и њихове рубове у региону Влажних тропа северног Квинсленда, Аустралије. Већа је од две врсте рода Lophosaurus које се налазе у Аустралији. Друга врста, јужни угластоглави змај (L. spinipes), налази се у јужном Квинсленду и северном Новом Јужном Велсу.

## Етимологија
Име рода Lophosaurus значи „крестасти гуштер”, од грчке речи lophos за „кресту” и saurus за „гуштера”.Специфично име, boydii, односи се на Џона Арчибалда Бојда (1846–1926), рођеног у Енглеској, који је живео на Фиџију од 1865. до 1882. године, а затим на плантажи шећера у Ингаму, Квинсленд, и сакупљао примерке за Аустралијски музеј. Аутор биномијалног имена је Вилијам Џон Макли, који је дао оригинални опис врсте 1884. године. Поред тога, народ Куку Јаланџи из северног Квинсленда назвао је овог гуштера „Јалбил”, што се не односи само на ову врсту, већ и на митолошко створење које је одвојило острво Снапер од копна.

## Географски опсег и станиште
Врста Lophosaurus boydii је ограничена на кишне шуме и њихове рубове у северном Квинсленду, Аустралија, од нешто северније од Таунсвила до близу Куктауна. Налази се и у планинским и у низијским кишним шумама, а често се виђа око језера Ичам (Јидјам) и језера Барин, као и у деловима парка природе Маланда Фолс и у кланцу Мосман.
Забележено је да користи шупљине у дрвећу.

## Опис
Бојдов шумски змај је углавном смеђ или сив одозго, а неки примерци имају зеленкасти одсјај. Тело је бочно спљоштено. Има веома увећане крљушти на образима, истакнуту потиљачну кресту и жут подбрадак испод браде који је обрубљен увећаним бодљама. Бубна опна је велика и површинска. Дорзална креста, која није спојена са потиљачном крестом и састоји се од увећаних, очврснулих и шиљатих крљушти, протеже се до основе репа.
Одрасле јединке показују полни диморфизам, при чему су мужјаци већи од женки и имају веће, масивније главе. Одрасли мужјаци нарасту до просечне дужине тела (од њушке до клоаке) од око 160 , док реп додаје још 325 ; просечна дужина тела одраслих женки је око 140 , а дужина репа око 280 . Просечна телесна маса одраслих мужјака је око 150 , а за женке око 100 .

## Понашање
Бојдов шумски змај већину времена проводи на стаблима дрвећа, обично у висини главе, иако дневна кретања могу премашити 100  на тлу. Када му се неко приближи, обично ће се померити на супротну страну дрвета, држећи стабло између себе и нападача.
За разлику од већине других гуштера, Бојдов шумски змај се не сунча, већ дозвољава да му телесна температура варира са температуром ваздуха (термоконформер уместо терморегулатора). Једини могући изузетак од овог општег правила су гравидне (трудне) женке, које се често посматрају како седе на или поред шумских путева и показују повишену телесну температуру.
Бојдов шумски змај обично започиње активност у зору и престаје у сумрак, остајући активан чак и када пада киша. Активност је изразито сезонска, готово потпуно престаје током хладнијих месеци, када се гуштери обично селе у крошње кишне шуме.
Чини се да су и мужјаци и женке територијални, при чему мужјаци бране подручје од око 1.000 квадратних метара. Територије женки су мање, а територије мужјака често обухватају територије више од једне женке.
Младунци, јувенилне јединке и мањи одрасли примерци често се могу наћи како „спавају” ноћу на крајевима грана дрвећа, са главом окренутом уназад према стаблу.

## Исхрана
Бојдов шумски змај је заседни предатор, који лови плен који уочи са свог места за осматрање, иако ће, једном на тлу, често прелазити шире подручје, ловећи плен успут. Његова исхрана се првенствено састоји од бескичмењака, при чему кишне глисте чине релативно висок удео. Повремено конзумира и ситно воће и кичмењаке.

## Размножавање
Размножавање код Lophosaurus boydii одвија се путем јаја, а величина легла варира од једног до шест јаја. Јаја су дуга око 30  и широка 15 , а теже око 3‑4,5 . Величина и тежина јаја су веће у планинским популацијама. Женке у низијским популацијама могу положити више од једног легла у сезони, али су легла обично мања од оних које полажу женке из планинских подручја. Јаја се полажу у плитка гнезда, често на пропланцима у кишним шумама — како природним, тако и онима које је створио човек (ивице путева су посебно популарне). Инкубација јаја траје око 100 дана.
Полна зрелост се постиже за око једну до две године у низијским популацијама, али вероватно траје барем годину дана дуже у планинским популацијама.

## Предатори
Познати предатори младих и одраслих Бојдових шумских змајева укључују сиве јастребове и дивље свиње. Познато је и да змије врсте Stegonotus cucullatus једу јаја шумског змаја.

## Паразити
Мале наранџасте гриње се често налазе на подбратку и у препонским пределима ногу Бојдовог шумског змаја.